# Тибетська імперія
Тибетська імперія (тибетське письмо བོད་ཆེན་པོ, вайлі bod chen po «Великий Тибет») — велика і потужна імперія, яка існувала в VII—IX ст., об'єднуючи в собі весь Тибет. Займала територію значно більшу, ніж Тибетське плато, поширюючи свою владу на частини Східної, Середньої та Південної Азії.  
Традиційна тибетська історія описувала подвиги чималого списку правителів. Зовнішнє підтвердження цьому можна знайти в китайських літописах уже з VII ст. З часів імператора Сронцангамбо влада імперії поступово охоплювала все нові місцевості, а за правління імператора Ралпачана у перші роки ІХ ст. вона володіла територіями, що простягалися від Таримського басейну до Гімалаїв і Бенгалії та від Паміру до теперішніх китайських провінцій Ганьсу і Юньнань. 
787 р., в добу розквіту Тибетської імперії за царя Трісонгдецена, її державною релігією було визнано буддизм. Попри те, що через 50 років після цього імперія розпалася, буддистська релігія поширювалася і зміцнювала своє становище. Саме тоді зародився ламаїзм.
Територіальна різноманітність імперії та труднощі пересування у поєднанні з новими віяннями, що потрапляли в імперію внаслідок її розширення, спричинилися до створення напруженості та центрів влади, які часто суперничали з правителем у столиці імперії. Так, наприклад, прибічники релігії Бон і прихильники давніх дворянських родів поступово опинилися в ролі конкурентів нещодавно введеному буддизму. 
Імперія розпалася в ході громадянської війни у 840-х рр.

## Історія
Оплотом і символом нової держави стала нова столиця Лхаса («земля небожителів»), закладена засновником імперії Сронцзангамбо 639 року. Династичні шлюби ценпо (імператора) з китайською принцесою Вень-чень (637 р.) та непальською княжною Брікхуті (639 р.), кожна з яких прибула до Лхаси з натовпом буддійських радників, озброєних священними сувоями, реліквіями і т. ін. закріпили державний статус буддизму. Влада одержала досвідчених політиків, дипломатів, психологів. Стараннями буддиста Тхонмісамбхоти на базі індійського письма деванагарі було створено першу тибетську абетку (з 34 знаків). Лхасу прикрасили чудові храми, а з Китаю прибули фахівці з виготовлення шовку, вина й будівництва млинів. Пожвавилася тибетська зовнішня торгівля: з Китаю ввозили чай, порцеляну, папір і шовк, із Індії — книжки, парчу, корали й ліки; а експортували  — золото, срібло, сіль та добротні вовняні тканини. Священні буддійські книги почали масово перекладати на тибетську мову. Проте армію Сронцзангамбо в буддизм не навертав, адже ця релігія заперечує вбивства. Військо очолювали криваві бонські жерці, і вояки під бойовими прапорами з грізним левом завоювали весь Тибет, Бутан, Ассам та поневолили Непал. Війни задовольняли й годували військо, а воно вірою і правдою служило володарю, придушуючи будь-які вияви невдоволення. Парадний ґанок імператорського палацу Лхаси постійно прикрашали вирвані очі, відрізані голови, кінцівки та інші частини людських тіл.
Однак засилля чужоземних радників при дворі й укладання династичних шлюбів із сусідами (з якими тепер неможливо було воювати) викликало незадоволення серед знаті, а вільним простолюдинам (яким раніше теж дещо перепадало з військової здобичі) замість походів, що приносили славу й зиск, тепер пропонували не вживати м'яса, обходитися пісною їжею та спасати душу, гублячи тіло. Войовничим тибетцям це не могло подобатися — і 639 р. «одягнуті в біле» шени повалили владу Сронцзангамбо й посадили на престол його сина Гунрігунцзана (639— 644). 644 р. Сронцзангамбо титанічними зусиллями відновив себе на троні, але не зумів повернути колишню могутність, а коли 649/650 р. він помер — посада ценпо виявилася цілком номінальною. До влади прийшов типовий бонець, «великий радник» Донцзан із роду Гар, який «не знав грамоти», зате поновив успішні війни з Китаєм та індусами і захопив Східний Туркестан — а отже, й контроль над відрізком прибуткового «Великого шовкового шляху». Та дика й кровожерна влада тибетців невдовзі розчарувала гордих дардів і монів, багатих купців Центральної Азії та невловимих нголоків. Тани в цей час суттєво збільшили своє військо в регіоні, дозволивши місцевим губернаторам «вербувати хоробрих людей для організації нападу на Тибет». М'якший режим Танів за цих обставин видавався набагато привабливішим, тому війни з Китаєм перестали бути переможними й вигідними для Тибету, а рід Гар за зовнішньополітичною експансією не помітив внутрішнього ворога: зійшовши на трон малолітнім, ценпо Дуйсрон (679—703), підрісши, зібрав 699 р. всіх вірних ратоборців під приводом облавного полювання і, скориставшись відсутністю основних сил уряду Гар (130-тисячна тибетська армія воювала з Китаєм), зненацька атакував і перебив понад 2 000 поборників мілітаристської диктатури. Рід Гар вирізали, але міжусобиці тривали. Тибет ослаб, напади на Китай у 700-702 рр. обернулися поразкою горян, а 703 р. ценпо Дуйсрон загинув під час невдалого походу на Індію, де зазнав поразки від кашмірського царя Лалітадітья (700-736). Тільки 705 р. знатні родини Ба і Дро силою зброї відновили у державі порядок. Виграли від тансько-тибетської виснажливої різанини тільки «блакитні тюрки», які відродили свій каганат на рубежі VII — VIII ст.
Лише 720 р. війни між Танами і Тибетом поступово стихли, а кордони визначив природний рельєф: на рівнині китайська кіннота зминала піхоту тибетців, а в горах закуті в залізо з ніг до голови горяни посипали танців хмарами стріл і градом каміння з пращ — і так громили ворожу кавалерію. Природним рубежем між двома войовничими імперіями став гірський хребет Чілін (Улан-Шара-Даба). Надалі тибетсько-танські війни спалахували ще неодноразово, хоча істотно так і не змінили географію кордонів, зате під час заколоту Ань Лушаня Тани самі закликали тибетців на підмогу для придушення «бунту». Скориставшись нагодою, тибетці розграбували й випалили половину території Китаю, 763 р. загарбали Чан'ань (заволодівши там багатою здобиччю), а потім уклали з Танами мирний договір за бонським ритуалом (із принесенням у жертву коней, биків, собак, свиней та овець). Однак ніякі зовнішньополітичні успіхи не змогли прибрати буддійсько-бонські суперечності, тим більше, що адептами буддизму залишалися чужинці, а корінні тибетці, як і перше, сповідували бон.
755 р. в Тибеті спалахнула епідемія віспи. Тодішній ценпо Меагцом (704— 755) помер, залишивши тільки малолітнього спадкоємця. Скориставшись певним політичним вакуумом, шени списали пошесть на чари іноземців — і всіх буддистів силоміць вигнали з країни. Новий ценпо Тисрондецан (755— 797) на час коронації досяг лише восьмирічного віку, тому владу очолили регенти — аристократи Машан (Мішан Домпаке) і Такралукон (Такра Лугонг) — рішучі противники буддизму. Вони видали закон, що забороняв сповідувати буддизм, а також ужили низку інших заходів із викорінення буддизму. Серед іншого, було зруйновано буддійські храми, а центральну кумирню Лавран показово перетворили на бійню. У Центральному Тибеті зникли будь-які монастирі, а народ і правитель зрівнялися в необізнаності з законом Будди.
Знаючи, що буддистам заборонено вбивати, Машан утратив пильність. Його хитрі супротивники заманили всевладного міністра у підземну печерну гробницю й завалили вихід камінням. Замурований живцем Машан помер, але формально ніхто його не вбивав. Далі, скориставшись відсутністю 130-тисячної пробонської армії генерала Мачун'їна, яка в той час плюндрувала Китай, «придушуючи» заколот Ань Лушаня, прибічники буддизму повернули до Лхаси своїх сподвижників, спалили частину бонських книг (залишок включили до буддійського канону), провели чистку державного апарату й оголосили ценпо Тисрондецана всесильним самодержавним володарем. У Тибеті запанувала напівтеократична буддійська деспотія на чолі з обожнюваним імператором. Коли обтяжене багатими трофеями військо повернулося додому, було вже пізно: переворот відбувся. Знешкодивши опозицію, молодий ценпо діяв швидко й рішуче. Для активізації буддійської пропаганди до Тибету були запрошені сотні впливових проповідників. Із Непалу прибули монахи Шантіракшита й Камалашила, з Індії — «великий учитель» Падмасамбхава, а з Китаю — апологет чань-буддизму Хешан. Проте влада потребувала війська, а воно складалося з бонів. Сам же ценпо був життєлюбним, войовничим, гордим і владним правителем — тому й бон не забував, твердячи: «щоб мені самому втриматися, бонська релігія потрібна так само, як буддизм; щоб захищати життя підданих, обидві потрібні; щоб здобути блаженство, обидві потрібні. Страхітливий бон, шанобливий буддизм; тому я зберігатиму обидві релігії».
Спочатку такий політико-релігійний інфантилізм дав непогані плоди. В умовах відносного внутрішнього примирення розквітло мистецтво тибетського іконопису (тапки), портретної скульптури, масштабної монументальної архітектури (уособленням якої став величний царський палац-фортеця Потала у Лхасі, який почали будувати в VII, а завершили аж у XVII ст.).
781 р. Китай підписав з Тибетом ганебний для себе мир, а 791 р. вояки ценпо оволоділи на заході Тибету землями дардів і монів, об'єднавши у складі єдиної імперії все нагір'я. Китай залишався Тибету ворожим, на півночі становили загрозу уйгури-маніхеї (найкривавіші гонителі усього буддійського), а завоювання Західного Тибету непокоїло арабів, тому могутній багдадський халіф Харун ар-Рашид (786—809) пішов на тибетців війною. Війна на три боки швидко виснажила обмежені ресурси Тибетської імперії, до того ж далися взнаки всі вади політики бонсько-буддійського співіснування, яку проводив Тисрондецан. Ценпо пробував догодити всім, а тому став поганим для всіх і 797 р. втратив владу. Новим ценпо стан його син Мунецзанпо (797-798). Йому дісталася країна, виснажена війнами і міжусобицями. У пошуках виходу Мунецзанпо проголосив себе «порогом багатих» і намагався силою вилучати майно у знаті. Проте в самому розпалі масової експропріації (коли у заможних відібрали «на користь бідних» усе золото, срібло, перли, бірюзу й одяг) безглуздого сина отруїла власна мати. 
Наступні десятиліття відзначалися безперервними інтригами, зрадами, вбивствами, воєнними чварами (криза вразила і бон, і буддизм, і державу). Потрібні були реформи, і їх спробував запровадити фанатичний буддист ценпо Ралпачан (817— 839). Буддизм у Тибеті до того часу проповідувався лише у вигляді махаяни, послідовники якої вбачали «спасіння» в аскетизмі й бездіяльності. Однак махаяністи Непалу, Індії та Китаю ніяк не могли дійти згоди. Колотнечі та взаємозвинувачення підривали авторитет релігії, тому Ралпачан звернувся до вчення секти сарвастивадінів, які належали до буддизму хінаяни й проповідували шлях до нірвани через «накопичення заслуг» (тобто побудова храмів, монастирів тощо). На втілення «заслуг» потрібні кошти — і кожен чернець отримав по семеро кріпаків. Потрібні «добрі діяння» — і весь Тибет заполонили будівельні майданчики, на яких споруджували 8 000 буддійських храмів. Вся економіка запрацювала тепер на утримання громад «досконалих мудреців». Господарство занепадало, народ голодував, а будь-яке невдоволення влада придушувала показовими репресіями. Ті піддані, які були вороже налаштовані до вчення або незадоволені ним, жорстоко каралися, їхнє майно конфісковували, а самі вони опинялися у глибоких злиднях. Деяких аристократів стратили за те, що вони любили своїх дружин більше за Будду.
Проте розкручений маховик доносів призвів до того, що 839 р. після чергового наклепу позбавили голови керівника буддійського уряду, уповноваженого для складання великих указів, начальника зовнішніх і внутрішніх справ, великого монаха святішого Йонтена, а невдовзі мстиві аристократи задушили «доброзичливого» кривавого самодура Ралпачана. Гвардія не забажала захистити одіозного тирана.
Буддизм втратив авторитет, і коли на престол зійшов фанатик бону Лангдарма (839— 842), він сповна відплатив «служителям наймилостивішого Будди» за всі їхні звірячі експерименти. Розгрому «буддійського зла» надали цілком легітимного вигляду. Ценпо заявив, що хоче перевірити на диспуті, яке з віровчень краще, і наказав жерцям бону і Будди в одну ніч (на 15 липня) служити молебні. Протягом церемоній здійнялася гроза, і блискавка вдарила по покрівлі буддійського храму. Задоволений Лангдарма заявив, що це — знак божий того, що віра бон сильніша, а буддизм — це зло та інсинуації. Буддійські книги й святині знищили, храми закрили, а ченців (яким релігія забороняла вбивати) перетворили на придворних м'ясників або мисливців. Незгодні змушені були втікати або позбувалися голови, а Лангдарма демонстративно пив вино, їв м'ясо, різав людей та тварин і влаштовував дикі оргії при дворі. Розплата за це настала 842 р. Монах Лхалунг-Балдорчже знав, що Будда забороняє вбивати, але «пішов на смертний гріх» і застрелив ценпо під час офіційної аудієнції. Тоді почався розвал. Хоча Лангдарма мав багато дітей, всі вони були малолітніми. Тоді на трон посадили його небожа, якому теж виповнилося всього три роки. Розгром буддизму розв'язав руки шенам, а вони не підтримували ідеї централізації. У державі набував розмаху родоплемінний сепаратизм, імператорську армію, що втратила боєздатність, було знищено 861 р. Тоді ж остаточно впала імперія Тан (де шанували буддизм), а в Індії буддизм став жертвою «індуїстської революції», коли бритоголових ченців індуси палили на вогнищах живцем.
Таким чином, Тибетська імперія розпалася на безліч племінних союзів, які 200 наступних років воювали між собою.